# Giải vô địch bóng đá nữ U-17 thế giới 2010
Giải vô địch bóng đá nữ U-17 thế giới 2010 là lần thứ hai Giải vô địch bóng đá nữ U-17 thế giới được tổ chức. Giải diễn ra tại Trinidad và Tobago từ 5 tới 25 tháng 9 năm 2010. Mười sáu đội, bao gồm đại diện từ cả sáu liên đoàn, đã tham dự vòng chung kết, trong đó Trinidad và Tobago có một suất với tư cách là chủ nhà.

## Các đội vượt qua vòng loại
- Vòng loại diễn ra từ cuối năm 2009 tới đầu năm 2010. Số suất của các khu vực: 3 của châu Á, 3 của châu Phi, 2 của Bắc Trung Mỹ và Caribe, 3 của Nam Mỹ, 1 của châu Đại Dương, 3 của châu Âu, và suất của chủ nhà.[1]

| Liên đoàn                             | Giải đấu loại                                             | Đội tuyển                               |
| ------------------------------------- | --------------------------------------------------------- | --------------------------------------- |
| AFC (châu Á)                          | Giải vô địch bóng đá nữ U-16 châu Á 2009                  | CHDCND Triều Tiên · Hàn Quốc · Nhật Bản |
| CAF (châu Phi)                        | Vòng loại châu Phi 2010                                   | Nigeria · Ghana · Nam Phi1              |
| CONCACAF (Bắc, Trung Mỹ và Caribbean) | Chủ nhà                                                   | Trinidad và Tobago1                     |
| CONCACAF (Bắc, Trung Mỹ và Caribbean) | Giải vô địch bóng đá nữ U-17 Bắc, Trung Mỹ và Caribe 2010 | Canada · México 1                       |
| CONMEBOL (Nam Mỹ)                     | Giải vô địch bóng đá nữ U-17 Nam Mỹ 2010                  | Brasil · Chile1 · Venezuela1            |
| OFC (châu Đại Dương)                  | Vòng loại châu Đại Dương 2010                             | New Zealand                             |
| UEFA (châu Âu)                        | Giải vô địch bóng đá nữ U-17 châu Âu 2010                 | Tây Ban Nha1 · Cộng hòa Ireland1 · Đức  |

1.^  Các đội lần đàu tiên tham dự.
Vào ngày 30 tháng 6 năm 2010, Tổng thống Nigeria Goodluck Jonathan thông báo sẽ cấm Liên đoàn bóng đá Nigeria tham gia FIFA hai năm. Tuy nhiên lệnh cấm bị dỡ bỏ ngày 5 tháng 7 năm 2010.

## Địa điểm
| Port of Spain                                             | Arima/Malabar                                | Couva                                        | Marabella                                     | Scarborough                                        |
| --------------------------------------------------------- | -------------------------------------------- | -------------------------------------------- | --------------------------------------------- | -------------------------------------------------- |
| Sân vận động Hasely Crawford                              | Sân vận động Larry Gomes                     | Sân vận động Ato Boldon                      | Sân vận động Manny Ramjohn                    | Sân vận động Dwight Yorke                          |
| 10°39′41,48″B 61°31′58,92″T / 10,65°B 61,51667°T          | 10°36′59″B 61°16′57″T / 10,61639°B 61,2825°T | 10°25′29″B 61°25′2″T / 10,42472°B 61,41722°T | 10°18′12″B 61°26′30″T / 10,30333°B 61,44167°T | 11°10′53,17″B 60°43′0,86″T / 11,16667°B 60,71667°T |
| Sức chứa: 27.000                                          | Sức chứa: 10.000                             | Sức chứa: 10.000                             | Sức chứa: 10.000                              | Sức chứa: 7.500                                    |
|                                                           |                                              |                                              |                                               |                                                    |
| Port of SpainArima / MalabarCouva Marabella · Scarborough |                                              |                                              |                                               |                                                    |

## Vòng bảng
Lễ bốc thăm vòng bảng diễn ra ngày 5 tháng 10 năm 2010 ở Port of Spain, Trinidad và Tobago.
Các trận đấu quyết định ở vòng bảng là:
1. Số điểm lớn nhất đạt được trong tất cả các trận đấu vòng bảng
2. Hiệu số bàn thắng bại trong tất cả các trận đấu vòng bảng
3. Số bàn thắng ghi được nhiều nhất trong tất cả các trận đấu vòng bảng

Nếu có nhiều hơn hai đội vẫn hòa sau đó:
1. Số điểm lớn nhất đạt được trong các trận đấu giữa các đội liên quan
2. Hiệu số bàn thắng bại trong các trận đấu giữa các đội liên quan
3. Số bàn thắng lớn nhất được ghi trong các trận đấu giữa các đội liên quan
4. Hệ thống điểm kỷ luật, trong đó thẻ vàng và thẻ đỏ của các trận đấu vòng bảng được đánh giá
5. Bốc thăm

### Bảng A
| Đội                | Tr | T | H | B | BT | BB | HS | Đ |
| ------------------ | -- | - | - | - | -- | -- | -- | - |
| Nigeria            | 3  | 3 | 0 | 0 | 10 | 3  | +7 | 9 |
| CHDCND Triều Tiên  | 3  | 2 | 0 | 1 | 6  | 3  | +3 | 6 |
| Trinidad và Tobago | 3  | 1 | 0 | 2 | 3  | 4  | −1 | 3 |
| Chile              | 3  | 0 | 0 | 3 | 1  | 10 | −9 | 0 |

Tất cả các trận đấu diễn ra theo giờ địa phương (UTC−4).
| Nigeria                                    | 3–2      | CHDCND Triều Tiên                   |
| ------------------------------------------ | -------- | ----------------------------------- |
| Ngozi Okobi 3', 79' · Francisca Ordega 77' | Chi tiết | Kim Su Gyong 28' · Kim Kum-Jong 58' |

| Trinidad và Tobago                  | 2–1      | Chile             |
| ----------------------------------- | -------- | ----------------- |
| Diarra Simmons 9' · Liana Hinds 80' | Chi tiết | Iona Rothfeld 83' |

| CHDCND Triều Tiên                                | 3–0      | Chile |
| ------------------------------------------------ | -------- | ----- |
| Kim Kum-Jong 44', 73' · Pong Son Hwa 85' (ph.đ.) | Chi tiết |       |

| Trinidad và Tobago | 1–2      | Nigeria                                 |
| ------------------ | -------- | --------------------------------------- |
| Liana Hinds 36'    | Chi tiết | Francisca Ordega 28' · Loveth Ayila 86' |

| CHDCND Triều Tiên | 1–0      | Trinidad và Tobago |
| ----------------- | -------- | ------------------ |
| Kim Su-Gyong 3'   | Chi tiết |                    |

| Chile | 0–5      | Nigeria                                                               |
| ----- | -------- | --------------------------------------------------------------------- |
|       | Chi tiết | Francisca Ordega 15' · Loveth Ayila 41', 51', 72' · Ngozi Okobi 90+1' |

### Bảng B
| Đội      | Tr | T | H | B | BT | BB | HS  | Đ |
| -------- | -- | - | - | - | -- | -- | --- | - |
| Đức      | 3  | 3 | 0 | 0 | 22 | 1  | +21 | 9 |
| Hàn Quốc | 3  | 2 | 0 | 1 | 7  | 5  | +2  | 6 |
| México   | 3  | 1 | 0 | 2 | 5  | 13 | −8  | 3 |
| Nam Phi  | 3  | 0 | 0 | 3 | 2  | 17 | −15 | 0 |

Tất cả các trận đấu diễn ra theo giờ địa phương (UTC−4).
| Đức                                                                              | 9–0      | México |
| -------------------------------------------------------------------------------- | -------- | ------ |
| Lotzen 4', 35' · Petermann 12', 13', 72' · Malinowski 42', 55', 66' · Demann 47' | Chi tiết |        |

| Nam Phi        | 1–3      | Hàn Quốc                                 |
| -------------- | -------- | ---------------------------------------- |
| Seoposenwe 53' | Chi tiết | Yeo Min-Ji 37', 56' · Shin Dam-Yeong 77' |

| Đức | 10–1     | Nam Phi        |
| --- | -------- | -------------- |
| Lotzen 12' · Malinowski 19', 29', 36', 57' · Leupolz 24', 25' · Petermann 35', 37' · Seoposenwe 45' (l.n.) | Chi tiết | Seoposenwe 31' |

| Hàn Quốc                                                         | 4–1      | México   |
| ---------------------------------------------------------------- | -------- | -------- |
| Kim Na-Ri 27' · Yeo Min-Ji 40' · Kim Da-Hye 76' · Lee Yoo-Na 90' | Chi tiết | Pina 37' |

| Hàn Quốc | 0–3      | Đức                                        |
| -------- | -------- | ------------------------------------------ |
|          | Chi tiết | Schmid 72' · Lotzen 76' · Chojnowski 90+3' |

| México                                           | 4–0      | Nam Phi |
| ------------------------------------------------ | -------- | ------- |
| Solis 21' · Sanchez 51' · Murillo 68' · Pina 77' | Chi tiết |         |

### Bảng C
| Đội         | Tr | T | H | B | BT | BB | HS | Đ |
| ----------- | -- | - | - | - | -- | -- | -- | - |
| Tây Ban Nha | 3  | 3 | 0 | 0 | 9  | 3  | +6 | 9 |
| Nhật Bản    | 3  | 2 | 0 | 1 | 13 | 4  | +9 | 6 |
| Venezuela   | 3  | 1 | 0 | 2 | 3  | 9  | −6 | 3 |
| New Zealand | 3  | 0 | 0 | 3 | 2  | 11 | −9 | 0 |

Tất cả các trận đấu diễn ra theo giờ địa phương (UTC−4).
| Tây Ban Nha                                          | 4–1      | Nhật Bản     |
| ---------------------------------------------------- | -------- | ------------ |
| Pérez 26' · Putellas 28' · Gutiérrez 41' · Pinel 55' | Chi tiết | Yokoyama 56' |

| New Zealand | 1–2      | Venezuela     |
| ----------- | -------- | ------------- |
| Loye 10'    | Chi tiết | Viso 24', 67' |

| New Zealand | 1–3      | Tây Ban Nha                       |
| ----------- | -------- | --------------------------------- |
| Loye 15'    | Chi tiết | Gili 4' · Mérida 48' · Lázaro 86' |

| Nhật Bản                                                                       | 6–0      | Venezuela |
| ------------------------------------------------------------------------------ | -------- | --------- |
| Kyōkawa 10', 32' (ph.đ.), 59' · Tanaka Y. 27' · Yokoyama 70' · Nagashima 90+2' | Chi tiết |           |

| Nhật Bản                                                             | 6–0      | New Zealand |
| -------------------------------------------------------------------- | -------- | ----------- |
| Yokoyama 24', 58' · Tanaka Y. 59', 89' · Tanaka M. 74' · Honda 90+1' | Chi tiết |             |

| Venezuela    | 1–2      | Tây Ban Nha     |
| ------------ | -------- | --------------- |
| Alvarado 74' | Chi tiết | Lázaro 28', 83' |

### Bảng D
| Đội              | Tr | T | H | B | BT | BB | HS | Đ |
| ---------------- | -- | - | - | - | -- | -- | -- | - |
| Cộng hòa Ireland | 3  | 2 | 0 | 1 | 5  | 2  | +3 | 6 |
| Brasil           | 3  | 2 | 0 | 1 | 4  | 2  | +2 | 6 |
| Canada           | 3  | 1 | 0 | 2 | 1  | 3  | −2 | 3 |
| Ghana            | 3  | 1 | 0 | 2 | 1  | 4  | −3 | 3 |

Tất cả các trận đấu diễn ra theo giờ địa phương (UTC−4).
| Cộng hòa Ireland | 1–2      | Brasil          |
| ---------------- | -------- | --------------- |
| Killeen 58'      | Chi tiết | Glaucia 4', 61' |

| Canada      | 1–0      | Ghana |
| ----------- | -------- | ----- |
| Cantave 54' | Chi tiết |       |

| Cộng hòa Ireland | 1–0      | Canada |
| ---------------- | -------- | ------ |
| Killeen 76'      | Chi tiết |        |

| Ghana     | 1–0      | Brasil |
| --------- | -------- | ------ |
| Danso 22' | Chi tiết |        |

| Ghana | 0–3      | Cộng hòa Ireland                        |
| ----- | -------- | --------------------------------------- |
|       | Chi tiết | Campbell 5' · Donnelly 36' · Gilroy 77' |

| Brasil                | 2–0      | Canada |
| --------------------- | -------- | ------ |
| Paula 20' · Thaís 51' | Chi tiết |        |

## Vòng đấu loại trực tiếp
|  | Tứ kết                 | Tứ kết             |                            |       | Bán kết       | Bán kết       |  |  | Chung kết | Chung kết |
|  |                        |                    |                            |       |               |               |  |  |           |           |
|  | 16 tháng 9 - Marabella |                    |                            |       |               |               |  |  |           |           |
|  |                        |                    |                            |       |               |               |  |  |           |           |
|  | Nigeria                | 5                  |                            |       |               |               |  |  |           |           |
|  | Nigeria                | 5                  | 21 tháng 9 - Arima         |       |               |               |  |  |           |           |
|  | Hàn Quốc               | 6                  |                            |       |               |               |  |  |           |           |
|  | Hàn Quốc               | 6                  | Hàn Quốc                   | 2     |               |               |  |  |           |           |
|  | 17 tháng 9 - Couva     |                    | Hàn Quốc                   | 2     |               |               |  |  |           |           |
|  |                        | Tây Ban Nha        | 1                          |       |               |               |  |  |           |           |
|  | Tây Ban Nha            | Tây Ban Nha        | 1                          | 2     |               |               |  |  |           |           |
|  | Tây Ban Nha            |                    | 25 tháng 9 - Port of Spain | 2     |               |               |  |  |           |           |
|  | Brasil                 | 1                  |                            |       |               |               |  |  |           |           |
|  | Brasil                 | 1                  | Hàn Quốc                   | 3 (5) |               |               |  |  |           |           |
|  | 16 tháng 9 - Marabella |                    | Hàn Quốc                   | 3 (5) |               |               |  |  |           |           |
|  |                        | Nhật Bản           | 3 (4)                      |       |               |               |  |  |           |           |
|  | Đức                    | Nhật Bản           | 3 (4)                      | 0     |               |               |  |  |           |           |
|  | Đức                    | 21 tháng 9 - Couva |                            | 0     |               |               |  |  |           |           |
|  | CHDCND Triều Tiên      | 1                  |                            |       |               |               |  |  |           |           |
|  | CHDCND Triều Tiên      | 1                  | CHDCND Triều Tiên          | 1     |               |               |  |  |           |           |
|  | 17 tháng 9 - Arima     |                    | CHDCND Triều Tiên          | 1     |               |               |  |  |           |           |
|  |                        | Nhật Bản           | 2                          |       | Tranh hạng ba | Tranh hạng ba |  |  |           |           |
|  | Cộng hòa Ireland       | Nhật Bản           | 2                          | 1     | Tranh hạng ba | Tranh hạng ba |  |  |           |           |
|  | Cộng hòa Ireland       |                    | 25 tháng 9 - Port of Spain | 1     |               |               |  |  |           |           |
|  | Nhật Bản               | 2                  |                            |       |               |               |  |  |           |           |
|  | Nhật Bản               | 2                  | Tây Ban Nha                | 1     |               |               |  |  |           |           |
|  |                        |                    |                            |       |               |               |  |  |           |           |
|  | CHDCND Triều Tiên      | 0                  |                            |       |               |               |  |  |           |           |
|  | CHDCND Triều Tiên      | 0                  |                            |       |               |               |  |  |           |           |

### Tứ kết
| Nigeria                                          | 5 – 6 (a.e.t.) | Hàn Quốc                                                                  |
| ------------------------------------------------ | -------------- | ------------------------------------------------------------------------- |
| Ayila 2', 103' · Eyebhoria 3' · Okobi 37', 90+1' | Chi tiết       | Lee Geum-Min 15' · Yeo Min-Ji 23', 70' (ph.đ.), 89', 98' · Kim A-Reum 94' |

| Đức | 0–1      | CHDCND Triều Tiên |
| --- | -------- | ----------------- |
|     | Chi tiết | Kim Kum-Jong 44'  |

| Tây Ban Nha              | 2–1      | Brasil            |
| ------------------------ | -------- | ----------------- |
| Pinel 35' · Calderón 65' | Chi tiết | Andrés 76' (l.n.) |

| Cộng hòa Ireland | 1–2      | Nhật Bản                           |
| ---------------- | -------- | ---------------------------------- |
| O'Sullivan 53'   | Chi tiết | Naomoto 34' (ph.đ.) · Yokoyama 66' |

### Bán kết
| Hàn Quốc                         | 2–1      | Tây Ban Nha  |
| -------------------------------- | -------- | ------------ |
| Yeo Min-Ji 25' · Joo Soo-Jin 39' | Chi tiết | Sampedro 23' |

| CHDCND Triều Tiên | 1–2      | Nhật Bản                  |
| ----------------- | -------- | ------------------------- |
| Kim Kum-Jong 59'  | Chi tiết | Takagi 69' · Yokoyama 70' |

### Tranh hạng ba
| Tây Ban Nha | 1–0      | CHDCND Triều Tiên |
| ----------- | -------- | ----------------- |
| Pinel 56'   | Chi tiết |                   |

### Chung kết
| Hàn Quốc                                                                       | 3–3 (s.h.p.) | Nhật Bản                                                 |
| ------------------------------------------------------------------------------ | ------------ | -------------------------------------------------------- |
| Lee Jung-eun 6' · Kim A-Reum 45+1' · Lee So-Dam 79'                            | Chi tiết     | Naomoto 11' · Tanaka Y. 17' · Katō 57'                   |
| Loạt sút luân lưu                                                              |              |                                                          |
| Lee Jung-eun · Yeo Min-Ji · Lee So-Dam · Kim Da-Hye · Kim A-Reum · Jang Sel-Gi | 5–4          | Y. Tanaka · Wada · Nakada · Hamada · Naomoto · Muramatsu |

## Vô địch
| Giải vô địch bóng đá nữ U-17 thế giới 2010 |
| ------------------------------------------ |
| · Hàn Quốc · Lần thứ 1                     |

## Giải thưởng
| Quả bóng vàng | Quả bóng bạc  | Quả bóng đồng |
| ------------- | ------------- | ------------- |
| Yeo Min-Ji    | Yokoyama Kumi | Kim Kum-Jong  |

| Chiếc giày vàng | Chiếc giày bạc  | Chiếc giày đồng |
| --------------- | --------------- | --------------- |
| Yeo Min-Ji      | Kyra Malinowski | Yokoyama Kumi   |

| Giải phong cách FIFA | Găng tay vàng    |
| -------------------- | ---------------- |
| Đức                  | Dolores Gallardo |

## Những người ghi bàn
8 bàn
- Yeo Min-Ji

7 bàn
- Kyra Malinowski

6 bàn
- Yokoyama Kumi
- Loveth Ayila

5 bàn
- Lena Petermann
- Ngozi Okobi
- Kim Kum-Jong

4 bàn
- Lena Lotzen
- Tanaka Yōko

3 bàn
| - Kyōkawa Mai - Francisca Ordega | - Paloma Lázaro - Raquel Pinel |  |

2 bàn
| - Glaucia - Melanie Leupolz - Siobhán Killeen - Kim A-Reum | - Fernanda Piña - Jermaine Seoposenwe - Kate Loye - Naomoto Hikaru | - Kim Su-Gyong - Liana Hinds - Ysaura Viso |

1 bàn
- Paula
- Thaís
- Haisha Cantave
- Iona Rothfeld
- Silvana Chojnowski
- Kristin Demann
- Isabella Schmid
- Alice Danso
- Kim Da-Hye
- Lee So-Dam
- Shin Dam-Yeong
- Lee Jung-eun
- Lee Yoo-Na
- Kim Na-Ri
- Lee Geum-Min
- Joo Soo-Jin
- Megan Campbell
- Stacie Donnelly
- Aileen Gilroy
- Denise O'Sullivan
- Christina Murilo
- Andrea Sanchez
- Daniela Solis
- Honda Yuka
- Katō Chika
- Nagashima Hikari
- Tanaka Mina
- Takagi Hikari
- Winifred Eyebhoria
- Nagore Calderón
- Laura Gutiérrez
- Gema Gili
- Sara Merida
- Iraia Pérez
- Alexia Putellas
- Amanda Sampedro
- Pong Son-Hwa
- Diarra Simmons
- Anna Alvarado

Bàn phản lưới nhà
- Jermaine Seoposenwe
- Ivana Andres